# Xiphea
Xiphea ist eine Symphonic-Metal-Band aus Nürnberg. Xiphea beschreibt in ihren Liedern Märchen und Sagen, das ist aber, laut eigener Aussage, auf die eigenen Gedanken und Gefühle zurückzuführen. Sie bezeichnet ihre Musik als Fairytale Metal.

## Geschichte
Die Band ging aus der 2011 aufgelösten Band Rawkfist hervor. 2013 erschien ihre erste EP Masquerade, die fünf Lieder umfasste. Mit dem Lied Falling Shade gewann die Band 2014 den „Battle of the Bands“-Wettbewerb des Magazins Sonic Seducer. Im selben Jahr erschien ihr Debütalbum From the Uncharted Island.
Die 2020 entstandene EP The Cave of the Golden Rose ist eine Anspielung an Fantaghirò. Die EP erzählt die gesamte Geschichte von Fantaghiro in fünf Parts. Alle Parts sind zu einem Gesamtstück zusammengefügt mit einer Gesamtspielzeit von ca. 31 Minuten. Zu ihrem zehnjährigen Bandjubiläum 2021 veröffentlichte die Band ihr viertes Album Witchcraft, das die Thematik Hexerei und Zauberkunst behandelt.

## Diskografie

### Studioalben
- 2014: From the Uncharted Island (Eigenvertrieb)
- 2016: Once upon a Time (Eigenvertrieb)
- 2018: Everland (Klangkammer Records)
- 2021: Witchcraft (Klangkammer Records)

### EPs
- 2013: Masquerade (Eigenvertrieb)
- 2020: The Cave of the Golden Rose (Klangkammer Records)

## Stil
Xiphea verbindet in ihrer Musik Symphonic Metal mit Power Metal und leichten Einflüssen des Punkrocks. In ihren Songs werden verschiedenste Märchen der ganzen Welt erzählt und behandelt. Durch die Texte, die sich seit dem Album "Once upon a time" ausschließlich mit Märchen und Mythen beschäftigen, wird ihr Stil auch als "Fairytale Metal" bezeichnet. Der Gesang von Sabine Meusel wird in einigen Songs durch Shouts oder Growls unterstützt. 